# Mutassim Hammori
Mutassim Hammori – sudański piłkarz grający na pozycji pomocnika. W swojej karierze grał w reprezentacji Sudanu.

## Kariera klubowa
W swojej karierze piłkarskiej Hammori grał w klubie Al-Merreikh Omdurman.

## Kariera reprezentacyjna
W 1972 roku Hammori został powołany do reprezentacji Sudanu na Puchar Narodów Afryki 1972. Zagrał w nim w trzech meczach grupowych: z Zairem (1:1), z Marokiem (1:1) i z Kongiem (2:4). 
W 1976 roku Hammoriego powołano do kadry na Puchar Narodów Afryki 1976. Wystąpił na nim w trzech meczach grupowych: z Marokiem (2:2), z Nigerią (0:1) i z Zairem (1:1).